# Војислав Бољевић-Вулековић
Бољевић-Вулековић Војислав (1923. Бољевићи, Црмница — 1998. Котор) је историчар, који је радни вијек провео у као професор историје у которској гимназији. У Друштву историчара у Котору, био је секретар и предсједник, као и одговорни уредник часописа ове подружнице. Године 1997. добио је признање Друштва историчара Црне Горе, за животно дјело. Најзначајнији је његов рад – монографија: „Црмничко племе Бољевићи у прошлости Црне Горе“ (1995).